# Santa Maria de Montsor
Santa Maria de Montsor és una església romànica del poble de Montsor, del terme municipal de la Pobla de Segur, a la comarca del Pallars Jussà. Està situada al sud i al costat del poble clos de Montsor.
No hi ha documentació que ens parli d'aquesta església, tot i que les formes i la tècnica constructiva fan veure que es tracta d'una obra del segle xii o fins i tot anterior.
És un temple d'una sola nau, coberta amb volta de canó de punt rodó, amb un arc toral a mitja nau. Unes impostes bisellades coronen els arcs torals, a l'arrencada de la nau.
L'absis, que era semicircular, ha desaparegut. Se'n conserven traces, com l'arrencada al costat nord, però fou substituït per una sagristia recatangular, més ampla que llarga. Es conserva l'arc triomfal que connectava absis i nau.
La porta és a la façana nord, de cara al poble. De punt rodó, està reforçat a l'exterior amb una arquivolta llisa. A part de la porta, una finestra, a la façana sud, completa les obertures del temple, però és obra posterior a l'original de l'església. Tanmateix, també al costat de migdia, hi ha una finestra de doble esqueixada, al costat de l'anterior, però que va ser tapiada per la part de dintre del temple, per la qual cosa només es pot veure per la part exterior. Aquesta finestra té una curiosa ornamentació, amb una mena d'arquivolta. També hi ha un ull de bou a la façana de ponent, però és obra també clarament posterior.
Hi ha un petit campanar de torre a l'angle nord-oest, molt senzill i malmès.
Els carreus que formen l'aparell són quadrats, ben tallats i disposats, que s'alternen en alguns llocs, com la porta i la finestra, amb pedra tosca, i que tenen a la base de la façana sud una filada de pedres disposades verticalment. Tot plegat remet a una obra rural del segle xii.